# Alvaradoa
Alvaradoa – rodzaj roślin z rodziny Picramniaceae. Obejmuje 6 gatunków. Zasięg rodzaju obejmuje Amerykę Środkową od Meksyku po Kostarykę, poza tym, Wielkie Antyle i Florydę. Jeden gatunek (Alvaradoa subovata) rośnie w Ameryce Południowej – w Boliwii i północnej Argentynie. 
Nazwa rodzaju upamiętnia Pedra de Alvarado y Contreras (ok. 1485 – 1541), uczestnika wyprawy Hernána Cortésa w czasie podboju Ameryki Środkowej.

## Morfologia
PokrójKrzewy i drzewa osiągające od 1 do 7 m wysokości, rzadko do 15 m.
LiścieNieparzyście pierzasto złożone, listki liczne – od kilkunastu do 40, ułożone skrętolegle, eliptyczne, o długości od 8 do 33 mm i szerokości od 3 do 9 mm.
KwiatyJednopłciowe, wyrastają skupione w gronach na szczytach pędów lub blisko szczytów. Kwiaty mają 5 działek kielicha. Płatków korony jest tyle samo lub ich brak. W kwiatach męskich znajduje się po 5 pręcików z okazałym łącznikiem i równoległymi pylnikami. Słupkowie powstaje z trzech owocolistków, z których rozwija się w komorę zalążni tylko jeden. W kwiatach męskich słupek jest szczątkowy.
OwoceJednonasienne skrzydlaki z eliptycznym nasionem.

## Systematyka
Pozycja systematyczna
Rodzaj z rodziny Picramniaceae.
Wykaz gatunków
- Alvaradoa amorphoides Liebm.
- Alvaradoa arborescens Griseb.
- Alvaradoa haitiensis Urb.
- Alvaradoa jamaicensis Benth.
- Alvaradoa lewisii R.A.Howard & Proctor
- Alvaradoa subovata Cronquist